# Darłowo
Darłowo (niem. Rügenwalde) – miasto nadmorskie w północno-zachodniej Polsce, w województwie zachodniopomorskim, siedziba gminy wiejskiej Darłowo, największe miasto powiatu sławieńskiego. Położone nad Morzem Bałtyckim, w dolinie rzek Wieprzy i Grabowej, na Pobrzeżu Koszalińskim, na Pomorzu Zachodnim.
31 grudnia 2023 r. miasto liczyło 12 643 mieszkańców.

## Położenie
Darłowo leży w północno-wschodniej części województwa zachodniopomorskiego, w zachodniej części powiatu sławieńskiego. Znajduje się na Pomorzu Zachodnim.
Miasto jest położone na Pobrzeżu Koszalińskim, na obszarze dwóch mezoregionów: Wybrzeża Słowińskiego oraz Równiny Słupskiej.
Według danych z 1 stycznia 2009 r. powierzchnia miasta wynosiła 20,21 km². Powierzchnia miasta stanowi 1,91% powierzchni powiatu.
Darłowo posiada dwie wydzielone części miasta: Darłówko i Racisław. Z powodu rozdzielenia rzeką potocznie rozróżnia się również Darłówko Wschodnie oraz Darłówko Zachodnie.

## Środowisko naturalne

### Przyroda nieożywiona
Darłowo jest położone nad Morzem Bałtyckim, w dolinie rzek Wieprzy i Grabowej. Najwyżej położone obszary miasta (powyżej 20 m n.p.m.) to wzniesienie Jankówek (22,1 m n.p.m.) oraz wzniesienie cmentarza.
Cała północna część Darłowa (na północ od ul. Powstańców Warszawskich, ul. Bogusława X i na północ od drogi wojewódzkiej nr 203) jest objęta obszarem chronionego krajobrazu Koszaliński Pas Nadmorski. Tereny Wieprzy objęte są specjalnym obszarem ochrony siedlisk „Dolina Wieprzy i Studnicy”.
Według danych z roku 2002 Darłowo ma obszar 19,93 km², w tym: użytki rolne 71%, użytki leśne 2%.

### Przyroda ożywiona
Od miasta Darłowa pochodzi nazwa jaskra darłowskiego, mikrogatunku jaskrów różnolistnych występującego w samym mieście i w jego okolicach.

## Toponimia
W 1205 roku zapisano nazwę Dirlow pochodząca według jednej z teorii od imienia Darł, do którego dodano przyrostek -owo. Część badaczy przychyla się natomiast do słowiańskiego pochodzenia nazwy (polskiej i kaszubskiej) oznaczającej miejsce obdarzone szczególną obfitością łowisk (analogicznie jak w myśliwskim zawołaniu „Darzbór” – tę wersję zdaje się potwierdzać fakt, że od wieków wody Bałtyku wzdłuż Darłowa rzeczywiście szczególnie obfitują w ryby), a więc polska nazwa miasta odpowiadałoby w przybliżeniu w języku niemieckim nazwie Fischereigabe. Jednak niemiecka nazwa Darłowa Rügenwalde została wprowadzona przez księcia zachodniopomorskiego Warcisława w 1312 roku i jest złożeniem dwóch członów, z których w pierwszym występuje nazwa wyspy Rugia, będącej rdzeniem dawnego słowiańskiego księstwa rugijskiego – po niemiecku Rügen. Drugi człon pochodzi od niemieckiego Wald (pol. ‘las’).
Polskim przedwojennym egzonimem była nazwa Dyrłów (1881, 1933). Jednakże na polskiej mapie wojskowej z 1936 r. przy oznaczeniu miasta podano nazwę Dzierzłów.
Po wojnie przejściowo używano nazw Darłów, Derłowo i Derłów. Obecna nazwa miasta Darłowo została formalnie wprowadzona 7 maja 1946.
Urząd Miejski w Darłowie promuje nazwę Królewskie Miasto Darłowo.

## Historia

### Średniowiecze
Już w XI w. istniał gród lub warownia o nazwie Dirlov lub Dirlovo, którego mieszkańcy zajmowali się żeglarstwem, połowami i konserwowaniem ryb, tkactwem itp.
Darłowo w XIII w. było związane w różnych okresach z Pomorzem Zachodnim bądź Wschodnim. Znajdowało się pod władzą księcia gdańskiego Świętopełka II, zmarłego w 1266, po czym w 1269 znalazło się we władaniu księcia szczecińskiego Barnima I, który w kolejnym roku oddał miasto w zastaw księciu rugijskiemu Wisławowi II, który w 1271 nadał prawa miejskie lubeckie. W 1275 książę gdański Mściwoj II ponownie włączył miasto do księstwa gdańskiego, a po jego śmierci w 1294 na mocy układu w Kępnie z 1282 Darłowo wraz z całym ówczesnym Pomorzem Gdańskim zostało ponownie scalone z Polską. W 1297 miasto najechał i zniszczył książę wołogoski Bogusław IV.

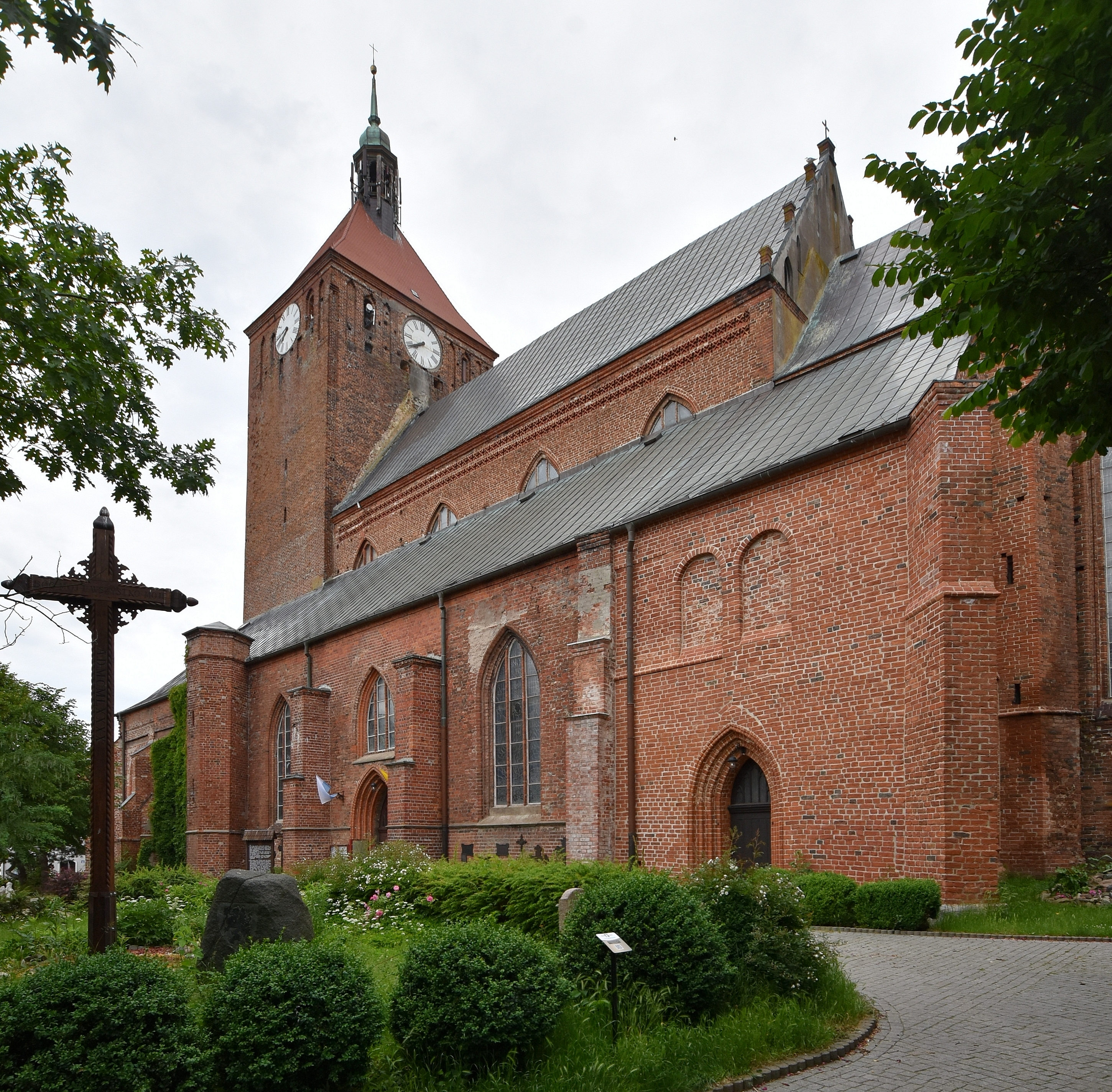
XIV-wieczny kościół Mariacki

Polska straciła Darłowo w 1308, gdy miasto zagarnęli Brandenburczycy, którzy następnie przekazali miasto w lenno pomorskiemu rodowi Święców. Na mocy traktatu pokojowego z 1317 Brandenburgia odstąpiła miasto i okolicę zachodniopomorskim księciom wołogoskim z dynastii Gryfitów. W 1352 książę wołogoski Bogusław V, zięć polskiego króla Kazimierza Wielkiego rozpoczął budowę zamku książęcego, na ten okres datuje się też początek współpracy z Hanzą (pełnoprawnym członkiem Hanzy Darłowo zostało w roku 1412). W 1368 Darłowo zostało częścią księstwa słupskiego, a jego pierwszym księciem został dotychczasowy książę wołogoski Bogusław V. Od 1390 wraz z księstwem słupskim ponownie pod zwierzchnictwem polskim jako lenno Korony Polskiej. Książę Bogusław VIII bezskutecznie próbował skierować polski handel bałtycki do portu w Darłowie. W XIV w. powstał darłowski kościół Mariacki, którego budowę zapoczątkowali Święcowie, a wieżę ufundował książę Bogusław VIII.
W 1382 w Darłowie urodził się Eryk Pomorski, znany potem jako król Norwegii Eryk III i król Danii Eryk VII oraz król Szwecji. Po detronizacji kolejno ze wszystkich tronów, wrócił do Darłowa i zaczął rozbudowywać miasto; tu został pochowany. Kolejnym władcą zasłużonym dla Darłowa i całego Pomorza Zachodniego był Bogusław X Wielki, który zjednoczył region w jedno księstwo ze stolicą w Szczecinie.
16 września 1497 roku Darłówko i część Darłowa zostały zalane ogromną falą. Była ona na tyle silna, że porwała cztery stojące w porcie statki. Jeden z nich zatrzymał się w okolicy wzgórza Kopa, na którym stoi kaplica Św. Gertrudy. Fali towarzyszył dźwięk przypominający pomruk olbrzymiego niedźwiedzia, toteż mieszkańcy nazwali ją „niedźwiedziem morskim”.

### Nowożytność

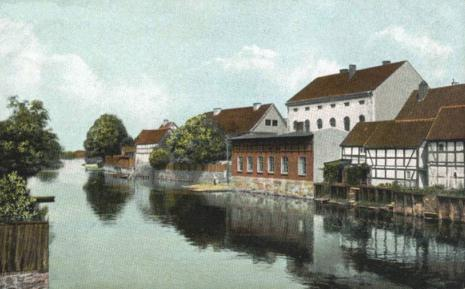
Widok ok. 1900 r.

W dniu 27 sierpnia 1568 roku eskadra polskiej floty wojennej króla Zygmunta Augusta, składająca się z 10 statków, napotkała przypadkowo w porcie w Darłowie trzy szwedzkie i dwa szkockie statki, w związku z czym nastąpiło ostrzelanie polskich okrętów, po którym z polskich okrętów wysadzono desant, który uderzył na Szwedów od strony lądu. W wyniku walki zdobyto wszystkie szwedzkie statki, natomiast statkom szkockim udało się odpłynąć z portu.
Od 1569 do 1625 Darłowo było stolicą niewielkiego terytorialnie księstwa darłowskiego. W latach 1589, 1624, 1648, 1679 i 1722 miasto było z kolei niszczone przez pożary. Pierwszą latarnię morską wybudowano około roku 1715.
Po przejęciu w XVII w. miasta przez Hohenzollernów przeżywało ono aż do połowy XVIII w. zastój gospodarczy, a podczas blokady kontynentalnej Anglii w okresie wojen napoleońskich na początku XIX w. mieszkańcy Darłowa i okolic trudnili się przemytem brytyjskich towarów na kontynent.

### XX wiek

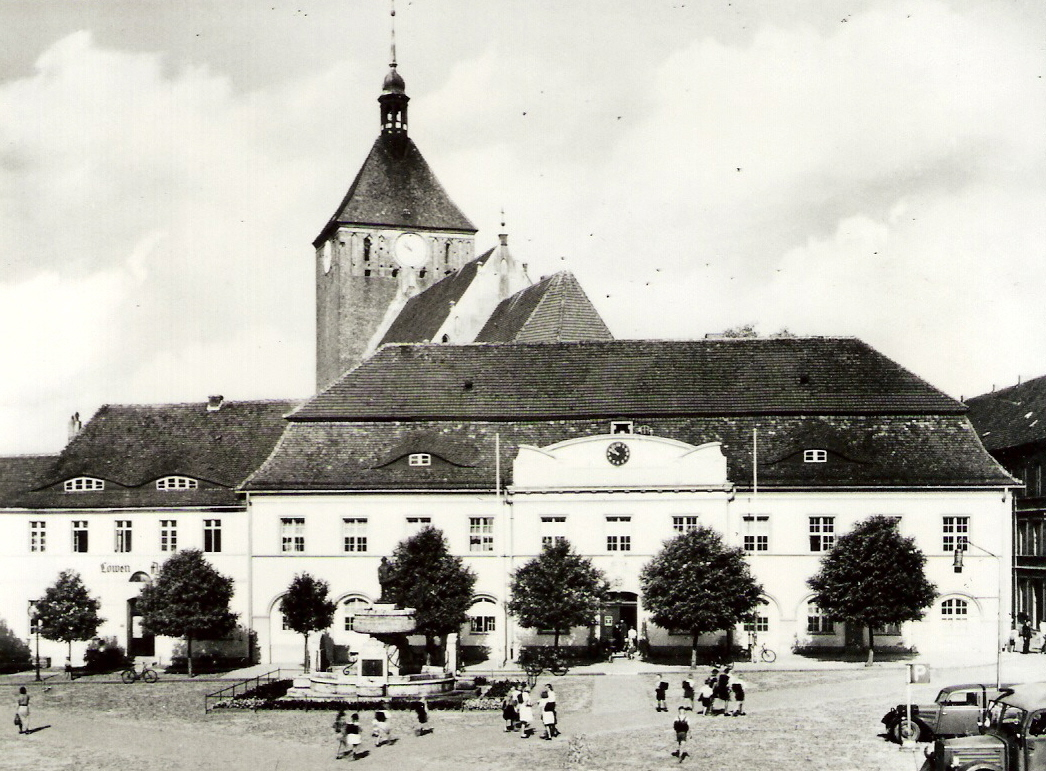
Darłowo w międzywojniu

Przed I wojną światową miasto liczyło 6 tys. mieszkańców, tuż przed II wojną światową – ok. 8 tys.; w czasach niemieckich nosiło nazwę (niem.) Rügenwalde. Taką nazwę nosi kiełbasa Rügenwalder Teewurst, przed wojną produkowana w Darłowie, a po wojnie w Niemczech zachodnich, wyłącznie przez firmy wywodzące z Darłowa.

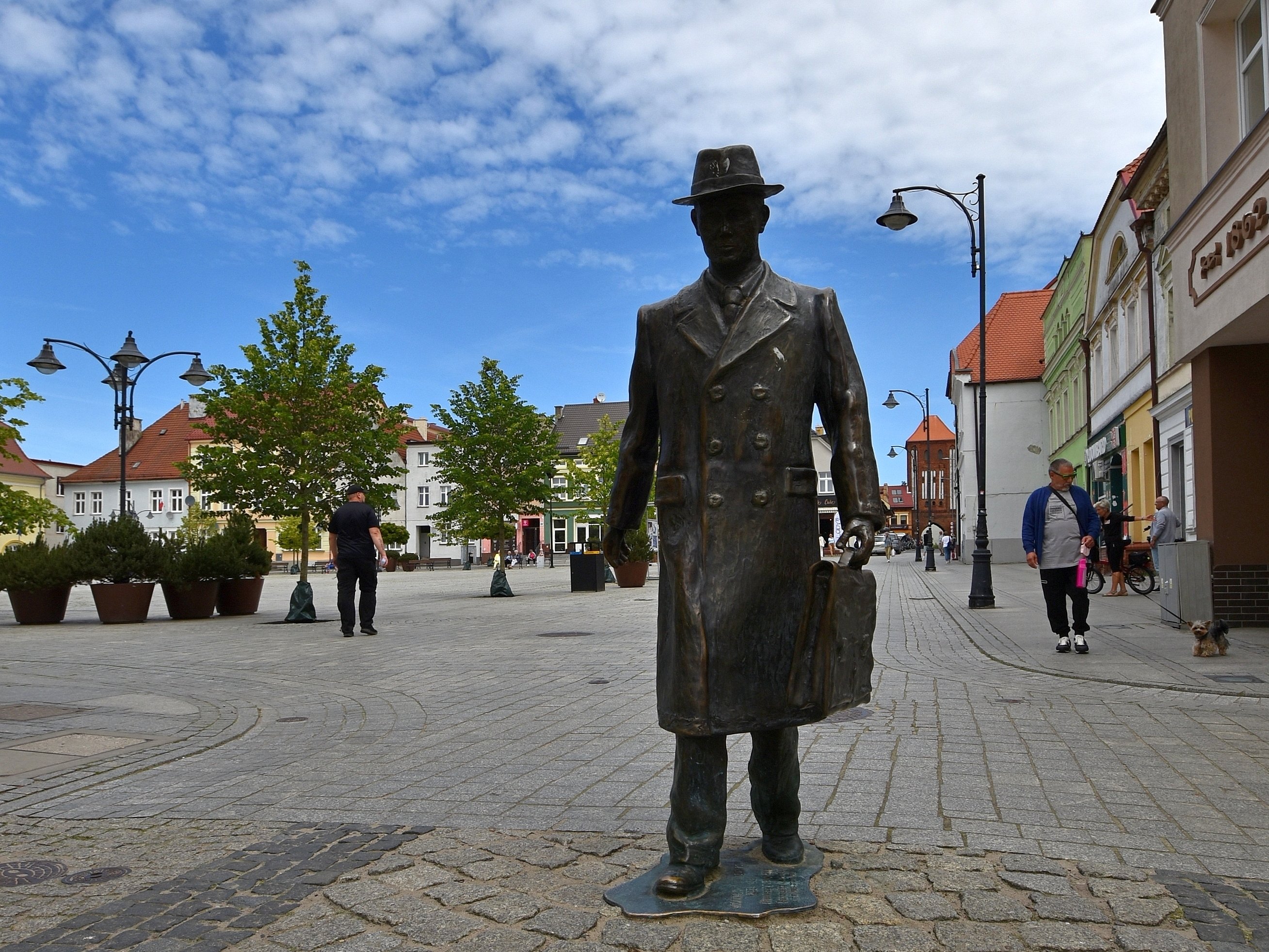
Pomnik pierwszego powojennego burmistrza Darłowa Stanisława Dulewicza

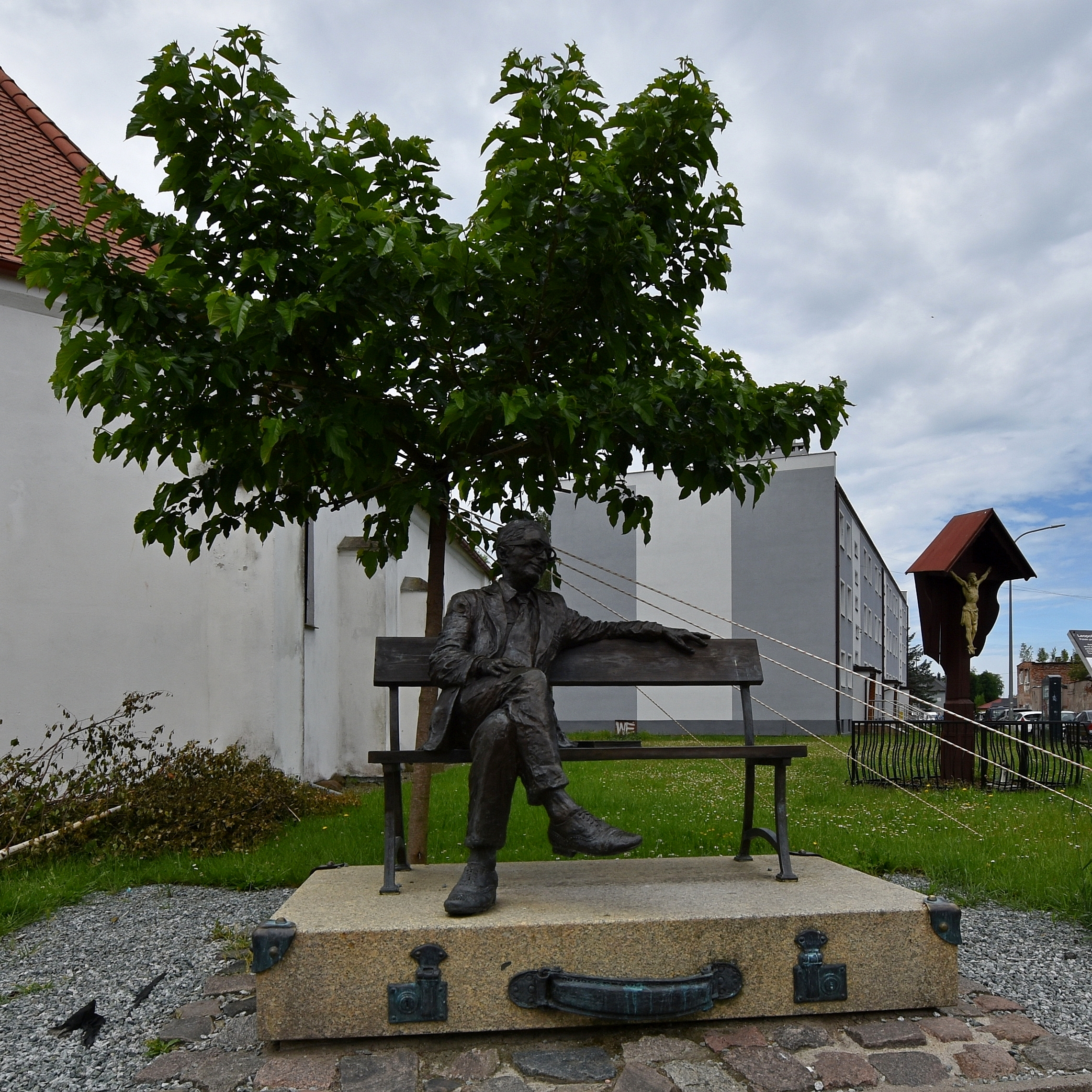
Ławeczka Leopolda Tyrmanda

Na początku 1941 roku na poligonie w Darłowie zmontowano i testowano dwa największe działa w historii świata, noszące nazwy Dora (od: Dorota) i Gustav. Kilkakrotnie na ich prezentację przyjeżdżał Adolf Hitler. 
W czasie operacji pomorskiej żołnierze radzieccy z 19 Armii 2. Frontu Białoruskiego 7 marca 1945 roku rozbili garnizon niemiecki broniący Darłowa, co było równoznaczne z zakończeniem panowania w mieście reżimu III Rzeszy.
W 1946 r. Darłowo zostało włączone administracyjnie do nowo powstałego województwa szczecińskiego w powojennej Polsce, a jego niemiecka ludność wysiedlona do Niemiec. Od 1953 roku ważny ośrodek kształcenia kadr dla gospodarki morskiej, w tym to roku powstała bowiem w Darłowie Zasadnicza Szkoła Rybołówstwa Morskiego. Obecnie kontynuatorem tradycji tego szkolnictwa jest Zespół Szkół Morskich. W 1960 roku na ul. Wojska Polskiego róg ul. Żeromskiego wzniesiono pomnik z okazji 15 rocznicy oswobodzenia miasta od hitlerowców.
W latach 1975–1998 miasto należało administracyjnie do województwa koszalińskiego.
21 grudnia 2012 podczas sesji Rady Miasta nadano nazwę mostowi w ciągu ul. Marii-Curie Skłodowskiej – Most Zamkowy.

## Demografia
Struktura demograficzna mieszkańców Darłowa w ostatnim dniu roku 2023 przedstawiała się następująco:
| Opis                                | Ogółem | Ogółem | Kobiety | Kobiety | Mężczyźni | Mężczyźni |
| ----------------------------------- | ------ | ------ | ------- | ------- | --------- | --------- |
| Jednostka                           | osób   | %      | osób    | %       | osób      | %         |
| Populacja                           | 13 323 | 100    | 6960    | 52,24   | 6363      | 47,76     |
| Wiek przedprodukcyjny (0–17 lat)    | 1734   | 13,02  | 844     | 6,33    | 890       | 6,68      |
| Wiek produkcyjny (18–65 lat)        | 8569   | 64,32  | 4305    | 32,31   | 4264      | 32        |
| Wiek poprodukcyjny (powyżej 65 lat) | 3020   | 22,67  | 1811    | 13,59   | 1209      | 9,07      |

W roku 2023 odsetek bezrobotnych mieszkańców Darłowa wynosił 13.3%.

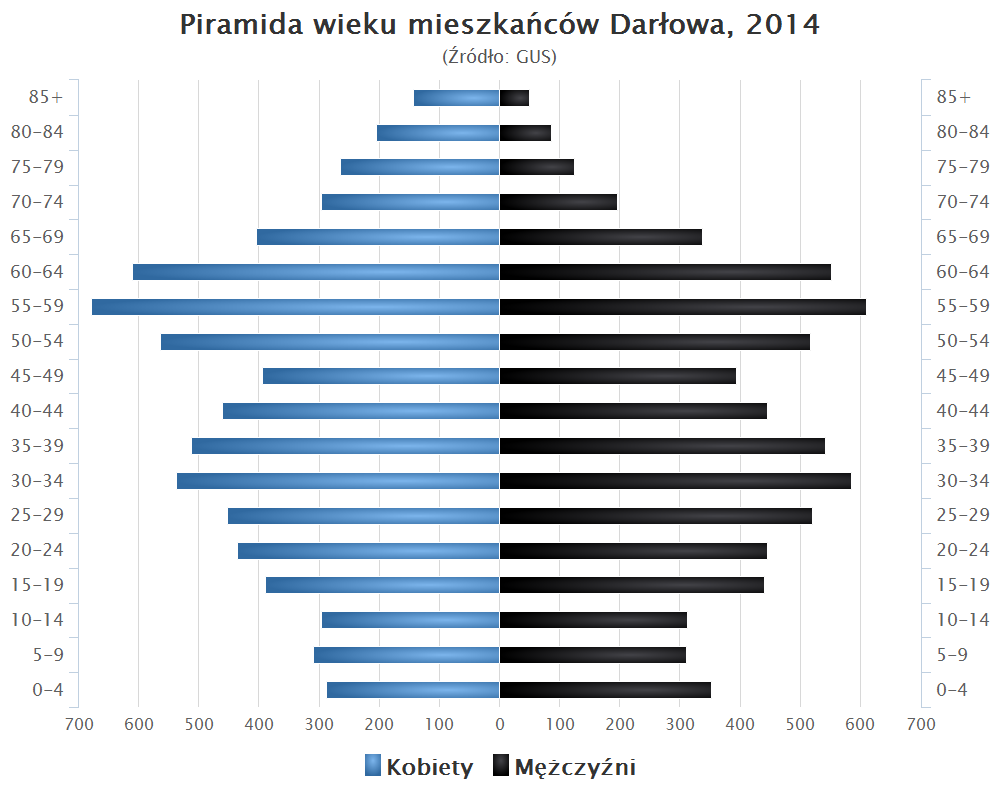
Piramida wieku mieszkańców Darłowa w 2014 roku

## Architektura

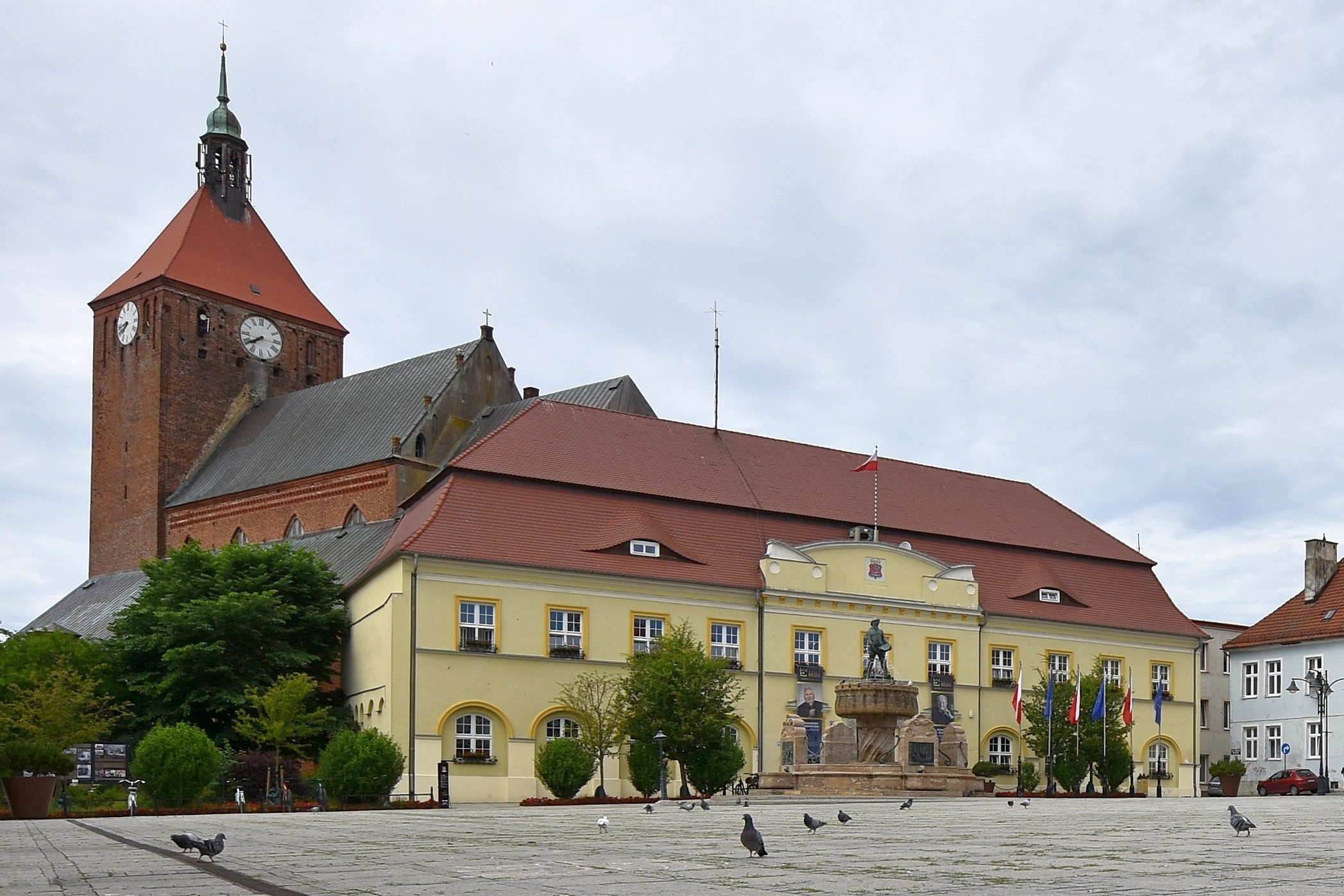
Rynek w Darłowie – widoczne: Ratusz, pomnik Rybaka, z tyłu Ratusza: Kościół MB Częstochowskiej

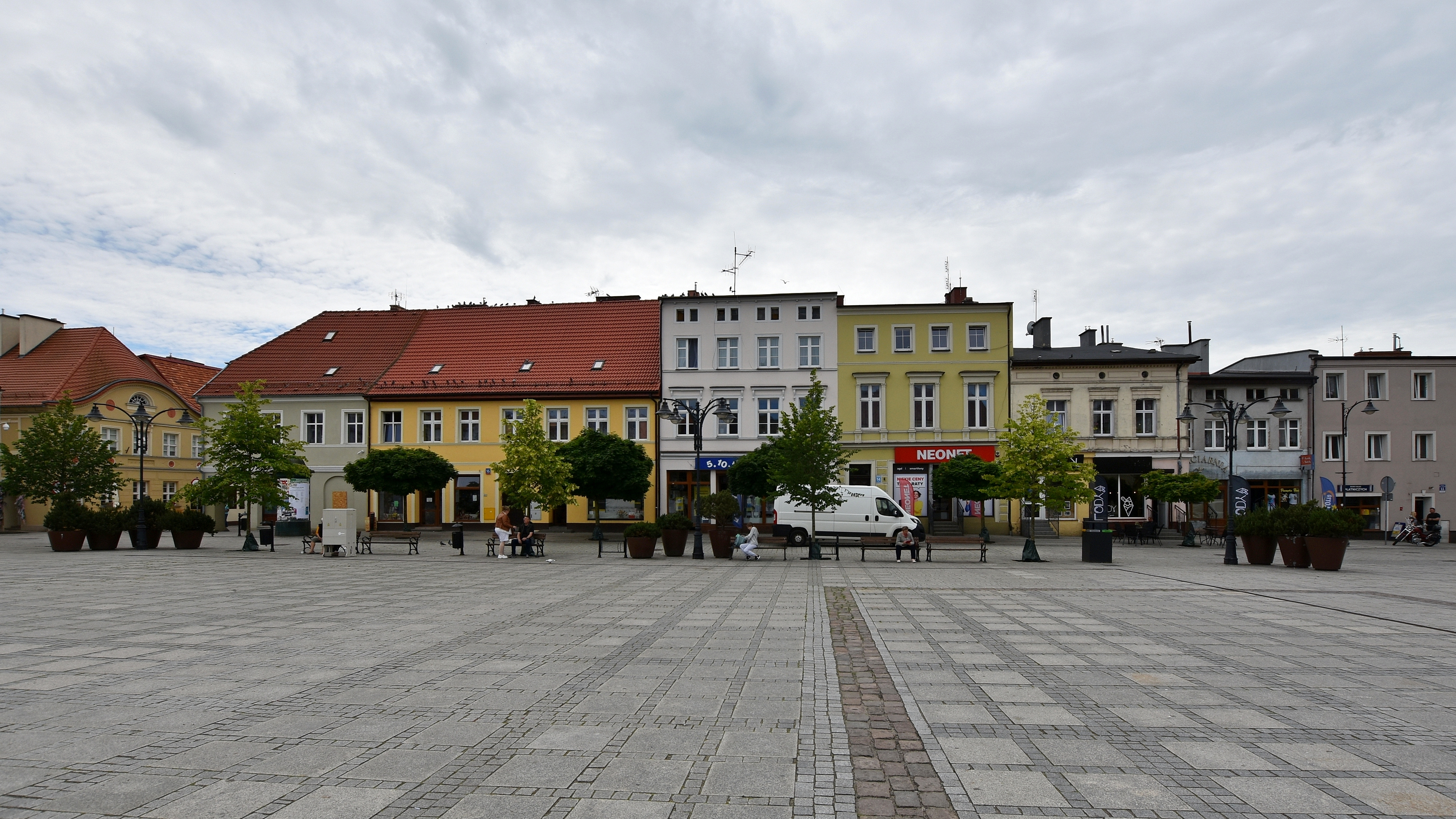
Wschodnia pierzeja Rynku

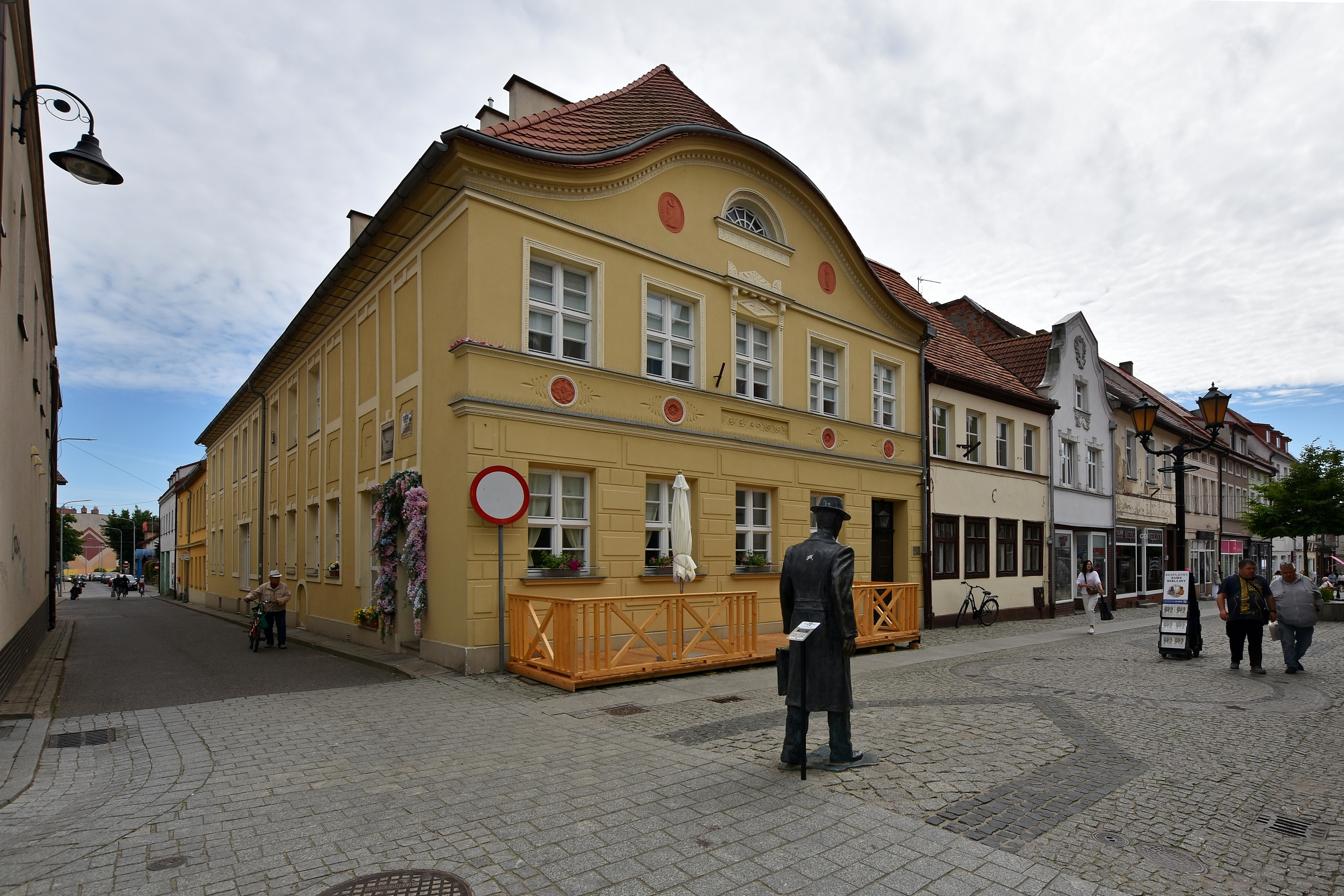
Kamienica Hemptenmaherów

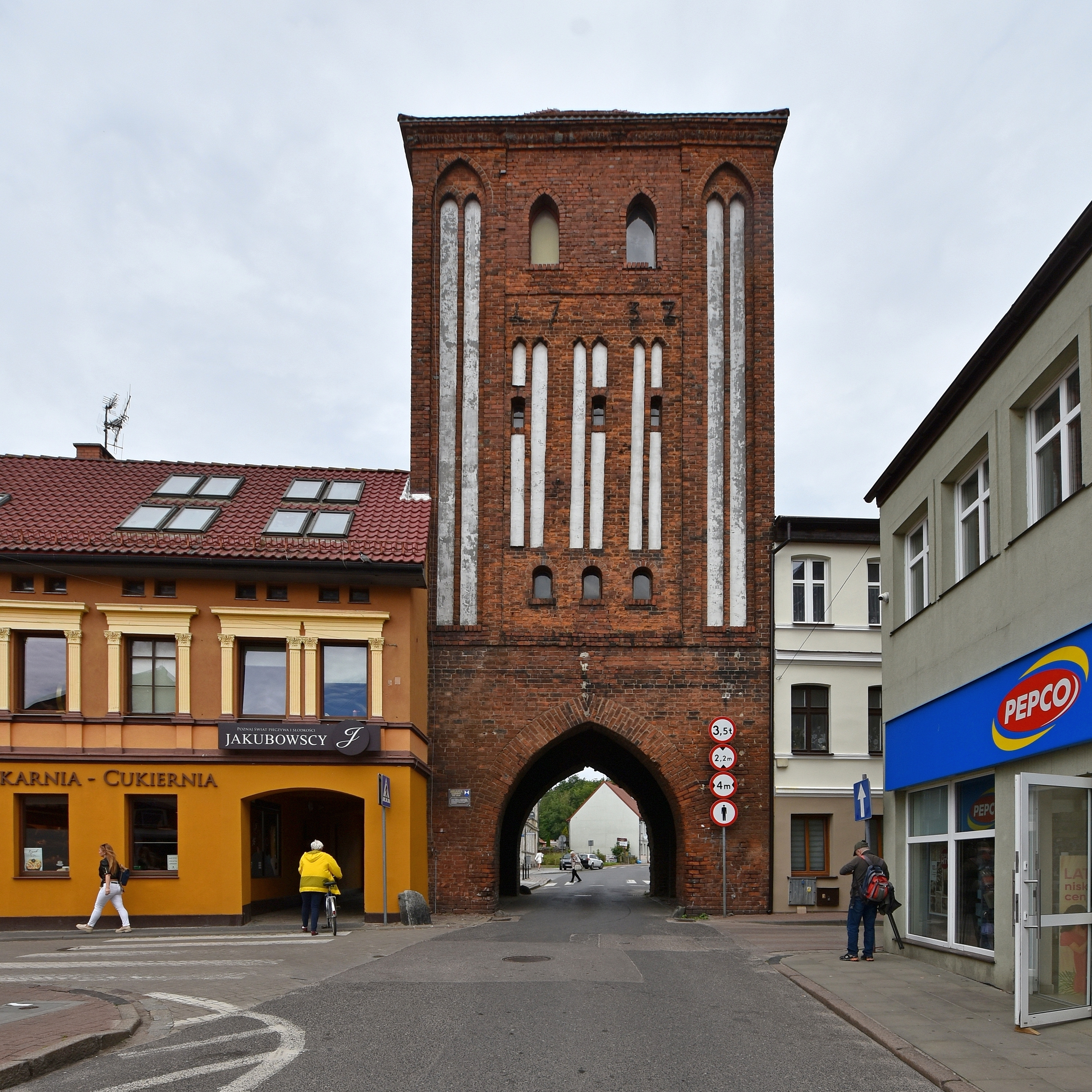
Brama Wysoka

### Zabytki
Zabytki chronione prawem w Darłowie:
- Śródmieście[29]. Darłowo zachowało unikatowy średniowieczny układ urbanistyczny z rynkiem pośrodku, jako głównym placem w mieście. Gród był otoczony murami z basztami i bramami. Do dziś zachowała się tylko jedna brama.
- Zamek Książąt Pomorskich – jedyny w Polsce nadmorski gotycki zamek wybudowany na planie zbliżonym do kwadratu z wieżą wysokości 24 metrów. Budowę zamku rozpoczęto w 1352 roku za panowania Bogusława V, na ten okres datuje się też początek współpracy miasta z Hanzą. W XVIII i XIX wieku w zamku znajdowały się magazyny i więzienie, od 1930 roku muzeum.
- Kościół Mariacki – rozpoczęcie budowy kościoła datuje się na 1321 r. W roku 1394 z funduszy księcia Bogusława VIII wzniesiono wieżę kościelną, a następnie dobudowano zakrystię i kaplice boczne. W kościele znajdują się sarkofagi książąt pomorskich: Eryka I (króla Danii, Norwegii i Szwecji), Elżbiety (księżniczki duńskiej, żony ostatniego pomorskiego księcia Bogusława XIV, zmarłej w 1653 roku), księżnej Jadwigi (córki księcia Henryka Brunszwickiego i Elżbiety Duńskiej, żony Ulryka, brata Bogusława XIV). Od 1992 roku w kościele darłowskim rozwija się kult Matki Bożej Fatimskiej, Królowej Pokoju i Jedności, której figura została ukoronowana przez Ojca Świętego Jana Pawła II podczas audiencji w Rzymie, 2 czerwca 1993 roku[potrzebny przypis].
- ratusz – barokowy, przebudowany w 1725 roku, obecnie siedziba władz miasta. Przed ratuszem stoi fontanna z 1919 roku z posągiem rybaka.
- Brama Wysoka – jedyna brama miejska zachowana z pierwotnego założenia murów obronnych
- pozostałości murów obronnych z XIV-XV wieku,
- Kościół św. Jerzego – piętnastowieczna gotycka jednonawowa budowla, wchodząca w skład dawnego szpitala św. Ducha dla trędowatych [zdjęcie]
- Kościół św. Gertrudy – oryginalne (XV wiek) założenie gotyckiej architektury cmentarnej na planie sześcioboku z dwunastobocznym obejściem; całość nakryta dachem namiotowym z iglicą. Wnętrze z gwieździstym sklepieniem zdobi fresk patronki żeglarzy św. Gertrudy oraz godła cechów szewskiego i piwowarskiego. Przykład skandynawskiego gotyku, jedyny w Polsce. Okna kościoła są podobne do bulajów dawnych statków. Gotycki kościół św, Gertrudy to jedyna w swoim rodzaju budowla w Polsce, nawiązująca do angielskich wzorców budownictwa[30].
- zespół młyna wodnego (ul. Kanałowa 3), obejmujący młyn wodny z 1894 r., siłownię z 1905 r., turbinownię z 1905 r., dom mieszkalny z 1919 r. oraz ogród[31].
- Kamienica Hemptenmacherów, zwana też Kamienicą pod Kogą (róg ul. Powstańców Warszawskich 51 i Rynkowej 2), zbudowana w 1604 r., przebudowywana w 1793 r. i w połowie XIX wieku, odrestaurowana w latach 2013–2018[32]
- zabytkowy dom (pl. Kościuszki 17)
- zabytkowy dom (ul. Marii Curie-Skłodowskiej 22) szachulcowy
- zabytkowe kamienice (na ul. Powstańców Warszawskich 7, 15, 49, 56)
- most zwodzony w Darłówku nad rzeką Wieprzą, z początku XIX wieku (rozebrany w 1977 roku[33][34])

## Transport
Dojazd z centrum miasta do Darłówka zapewniają busy.

### Drogi lądowe
Drogi lądowe włączone w system komunikacyjny miasta:
- droga krajowa nr 37 – droga krajowa: o długości ok. 14,5 km. Trasa ta łączy port w Darłowie i jego nadmorską dzielnicę – Darłówko z centrum miasta, a dalej po najkrótszej możliwej trasie przez Domasławice i Słowino z drogą krajową nr 6 Szczecin – Gdańsk w okolicy Karwic.
- droga wojewódzka nr 203 do Koszalina przez Dąbki (37 km) i dalej do Ustki przez Postomino (38 km)
- droga wojewódzka nr 205 do Sławna przez Krupy i Stary Jarosław (22 km) i dalej do Polanowa i Bobolic

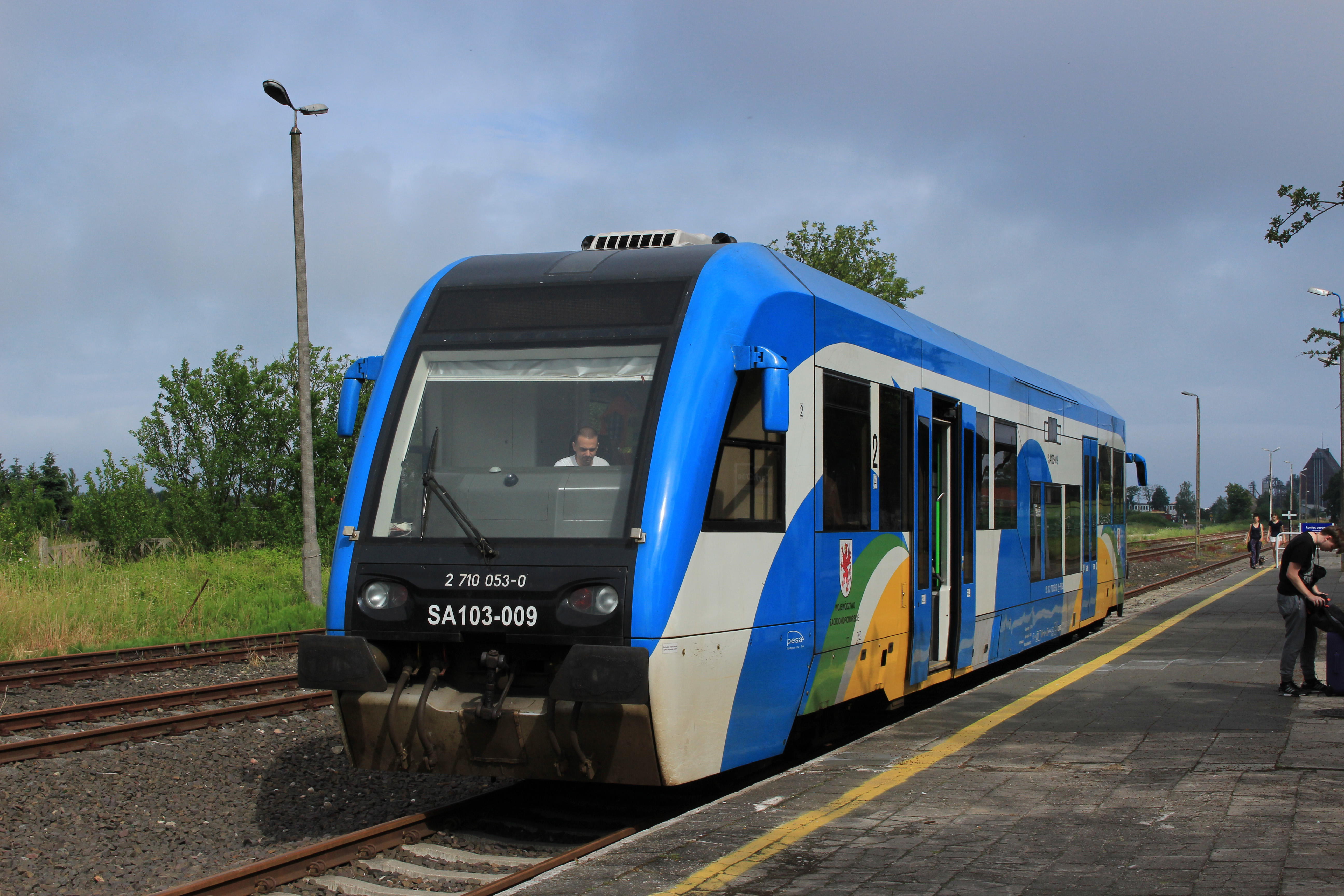
Szynobus na stacji Darłowo

### Kolej
Darłowo uzyskało połączenie kolejowe w 1878 r. po doprowadzeniu linii z Korzybia przez Sławno. W 1991 r. cała linia została zamknięta. W 2005 r. otwarto ponownie odcinek Sławno – Darłowo. PKP uruchomiły przewozy towarowe i autobus szynowy. 11 grudnia 2011 zawieszony ponownie przez Urząd Marszałkowski Województwa Zachodniopomorskiego. Najważniejszym argumentem była kwestia finansowa – podano, że linia ta ma około 2,2 mln zł deficytu i samorządu nie stać na jej dalsze utrzymywanie.
W 2017 połączenie przywrócono, początkowo na okres wakacyjny. W kolejnym roku zdecydowano o utrzymaniu kursów także poza sezonem.

### Przystań żeglarska

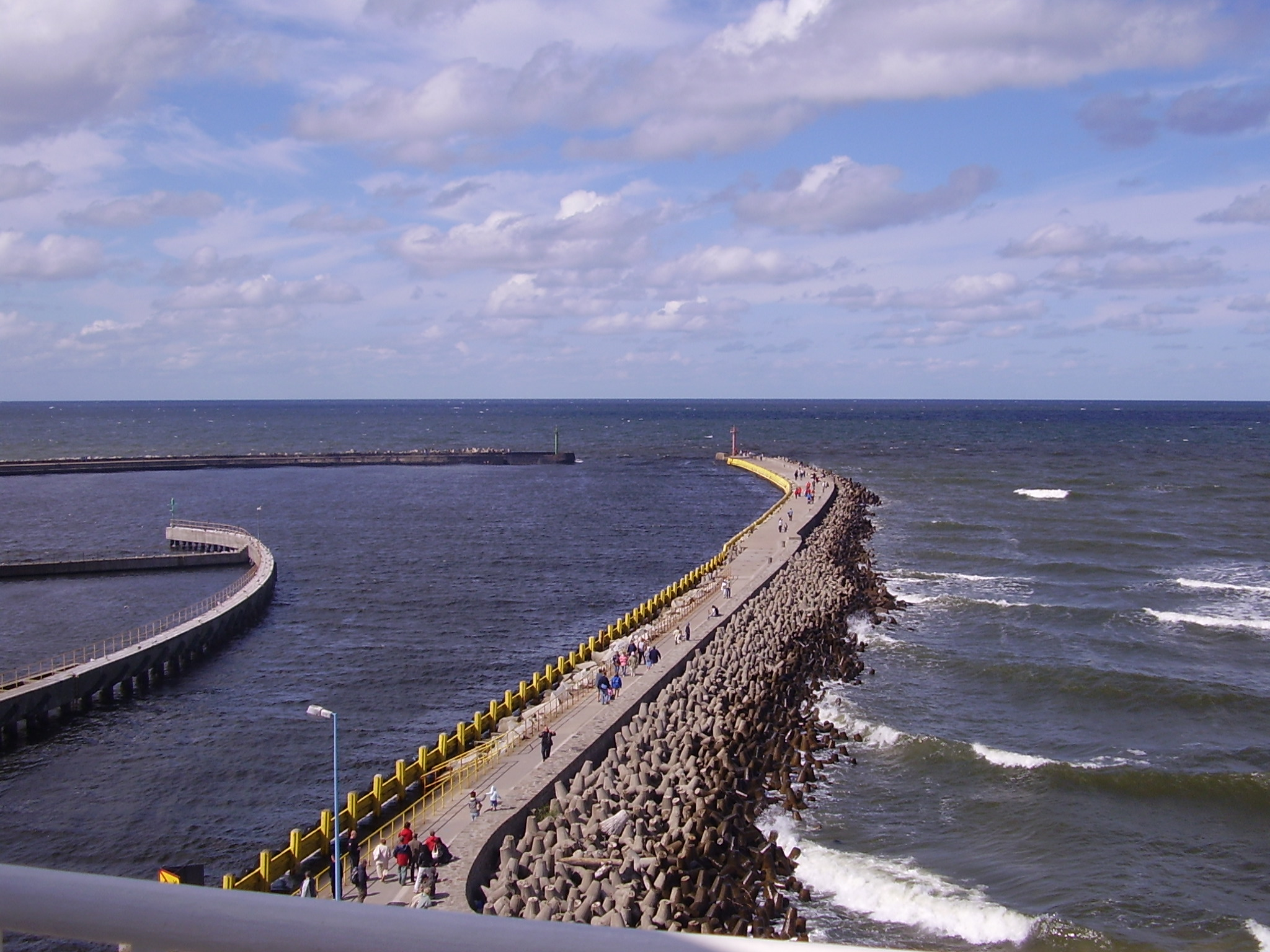
Darłówko, wschodni falochron portu

Marina w Darłowie zmieści ponad 70 jachtów i łodzi rybacko-wędkarskich. W porcie, po wschodniej stronie, zamontowano dwa pomosty pływające z odnogami cumowniczymi, wyposażone w urządzenia do cumowania jachtów, trapy zejściowe oraz postumenty z przyłączami energetycznymi i wodociągowymi.
Port jachtowy w Darłowie dołączył do sieci portów i przystani Pomorza Zachodniego, połączonych Zachodniopomorskim Szlakiem Żeglarskim. W porcie w Darłowie oddano do użytku nową, funkcjonalną, nowoczesną, a zarazem ładną marinę żeglarską.Trasa Szlaku leży na głównej drodze wodnej prowadzącej z Berlina poprzez Bałtyk do Skandynawii. Odległość pomiędzy nimi nie przekracza kilku godzin żeglugi. Umożliwia to bezpieczne, turystyczne żeglowanie nie tylko dla wytrawnych żeglarzy, lecz również dla mniej doświadczonych pasjonatów żeglarstwa, nawet z rodzinami. Właśnie dla tych żeglarzy bardziej dostępne będą porty ze wschodniego wybrzeża. Po odpoczynku w Darłowie łatwiej można płynąc przez Łebę, Władysławowo i dalej do Sopotu i Gdańska. W ramach postoju port zapewnia załogom i pasażerom – przestronne i estetyczne toalety, prysznice, pralnię i inne pomieszczenia socjalne.
Żeglarze, którzy odwiedzają port morski Darłowo, mogą również skorzystać z kontenera sanitarnego, umiejscowionego za mostem, po wschodniej stronie portu. W kontenerze mieści się toaleta, prysznic i pomieszczenie rekreacyjne. Można również podłączyć się do energii elektrycznej oraz po uprzednim kontakcie z Zarządem Portu pobrać wodę słodką.

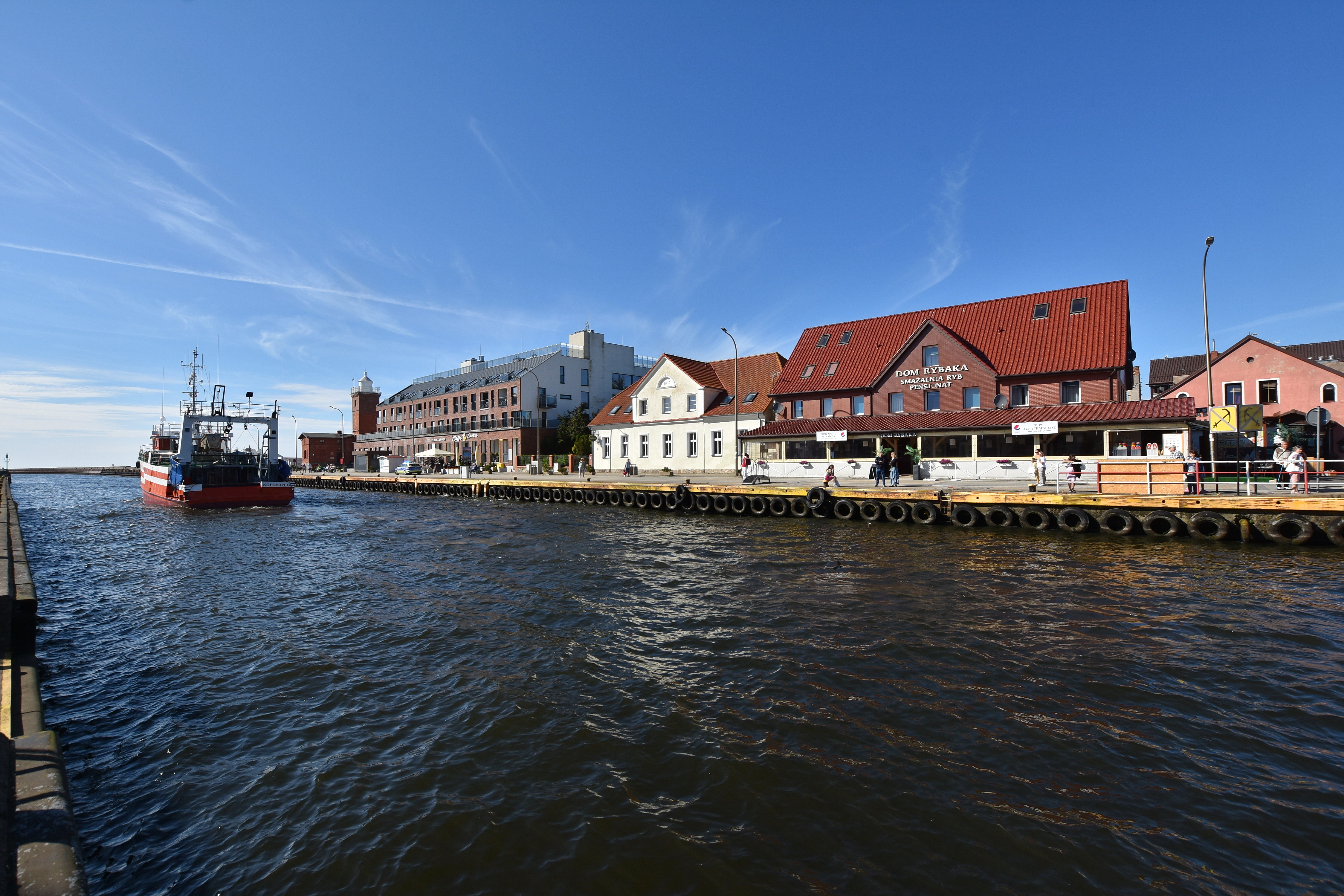
Darłówko, port morski

### Rejsy turystyczne
- Latem rzeką Wieprzą z centrum do mostu rozsuwanego kursuje tramwaj wodny.
- Rejsy na morski połów ryb dla wędkarzy.
- Wycieczki po redzie portu Darłowo statkami stylizowanymi na historyczne.

## Kultura

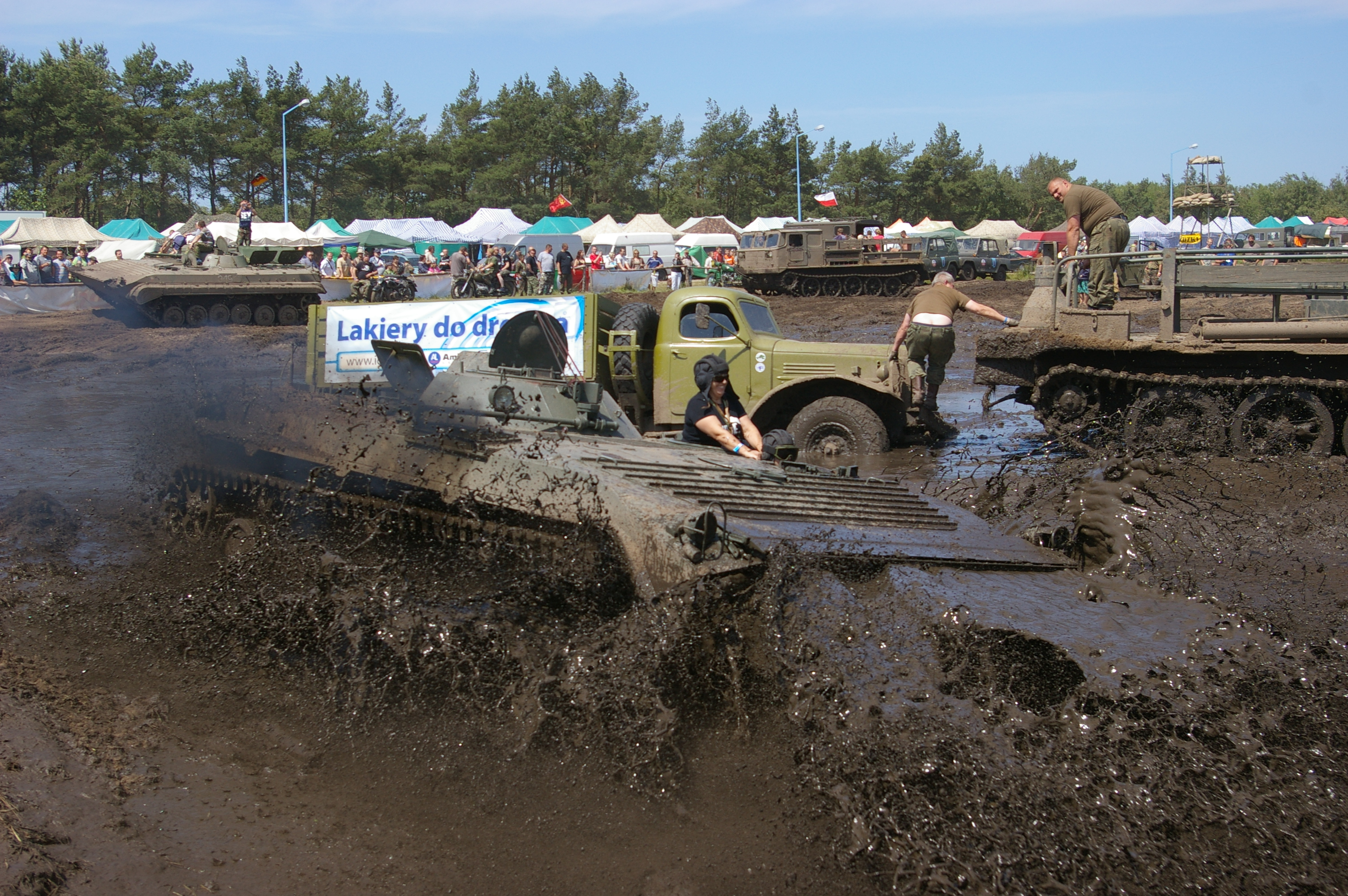
XI Międzynarodowy Zlot Historycznych Pojazdów Wojskowych

W mieście działają cztery instytucje kulturalne: Darłowski Ośrodek Kultury, Biblioteka miejska, Zamek Książąt Pomorskich oraz Kino „Bajka”.
Imprezy i zawody cykliczne odbywające się w Darłowie:
- Bałtyk Festiwal Media i Sztuka – Darłowo – lipiec, od 2011[37]
- Reggaenwalde Festival – letni festiwal reggae w pobliżu plaży od 2009 roku[38]
- Międzynarodowy Zlot Historycznych Pojazdów Wojskowych – czerwiec, od 1999[39]
- Darłowski Festiwal Filmów Skandynawskich – lipiec/sierpień, od 2001[40]
- Gala operetkowa – plac Kościuszki
- Festiwal organowy – kościół św. Gertrudy[41]
- Czwartkowy Pociąg do Jazzu[42]
- Ogólnopolskie Otwarte Zawody Wędkarskie. Zawody są rozgrywane na morzu. Wędkarze poławiają dorsze z pokładów statków.
- Puchar Polski w kolarstwie szosowym kobiet.
- Otwarty Puchar Polski Ashihara Karate
- Mistrzostwa Pomorza Ashihara Karate
- Mistrzostwa Pomorza Breakdance – od 2010 roku.

W roku 1963 nakręcono Darłowie film fabularny m.in. z Beatą Tyszkiewicz i Andrzejem Łapickim w rolach głównych. Scenariusz dramatu psychologicznego „Naprawdę wczoraj” oparty został na powieści „Siedem dalekich rejsów”, Leopolda Tyrmanda. Sensacyjna fabuła jego powieści oparta jest na historii poszukiwania zaginionego tuż po wojnie klejnotu sztuki pomorskiej – srebrnego ołtarza z darłowskiego kościoła mariackiego. Ołtarz ten ostatecznie wykonano w 1623 roku na kaplicy darłowskiego zamku. W filmie wśród nakręconych scen można podziwiać ówczesne Darłowo oraz port rybacki w Darłówku. Leopold Tyrmand wielokrotnie bywał w Darłowie.

## Turystyka

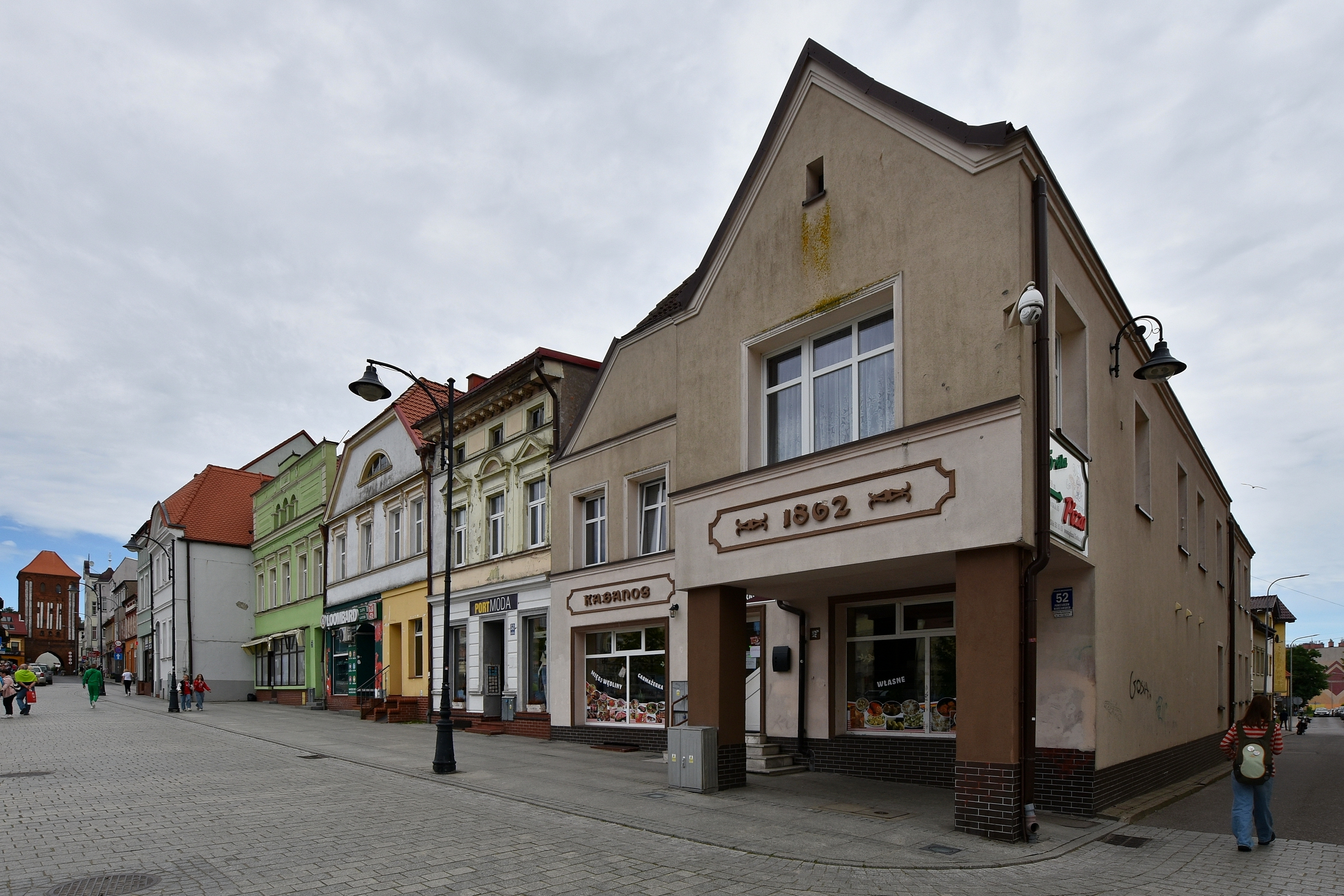
Południowa pierzeja Rynku

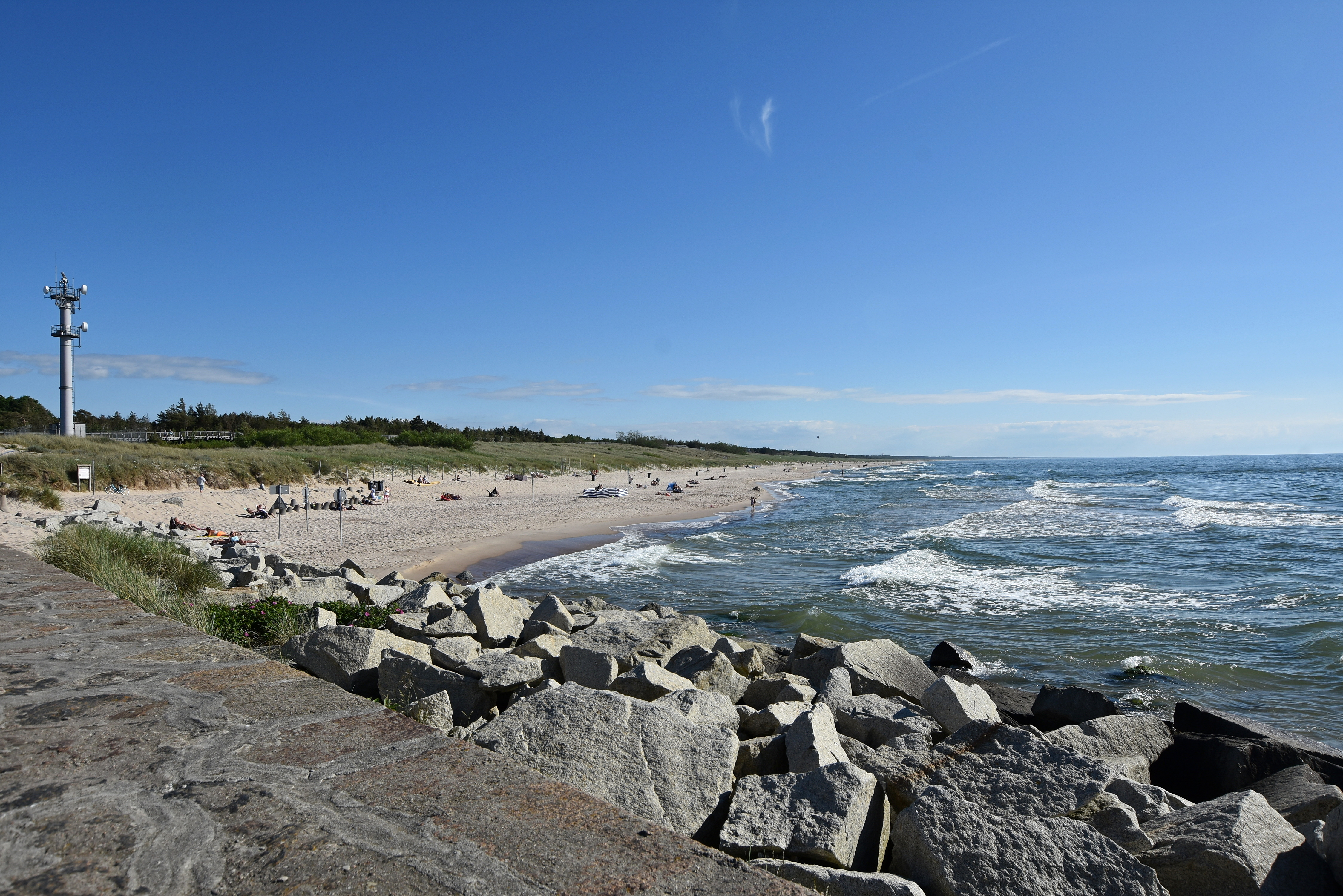
Plaża zachodnia w Darłówku

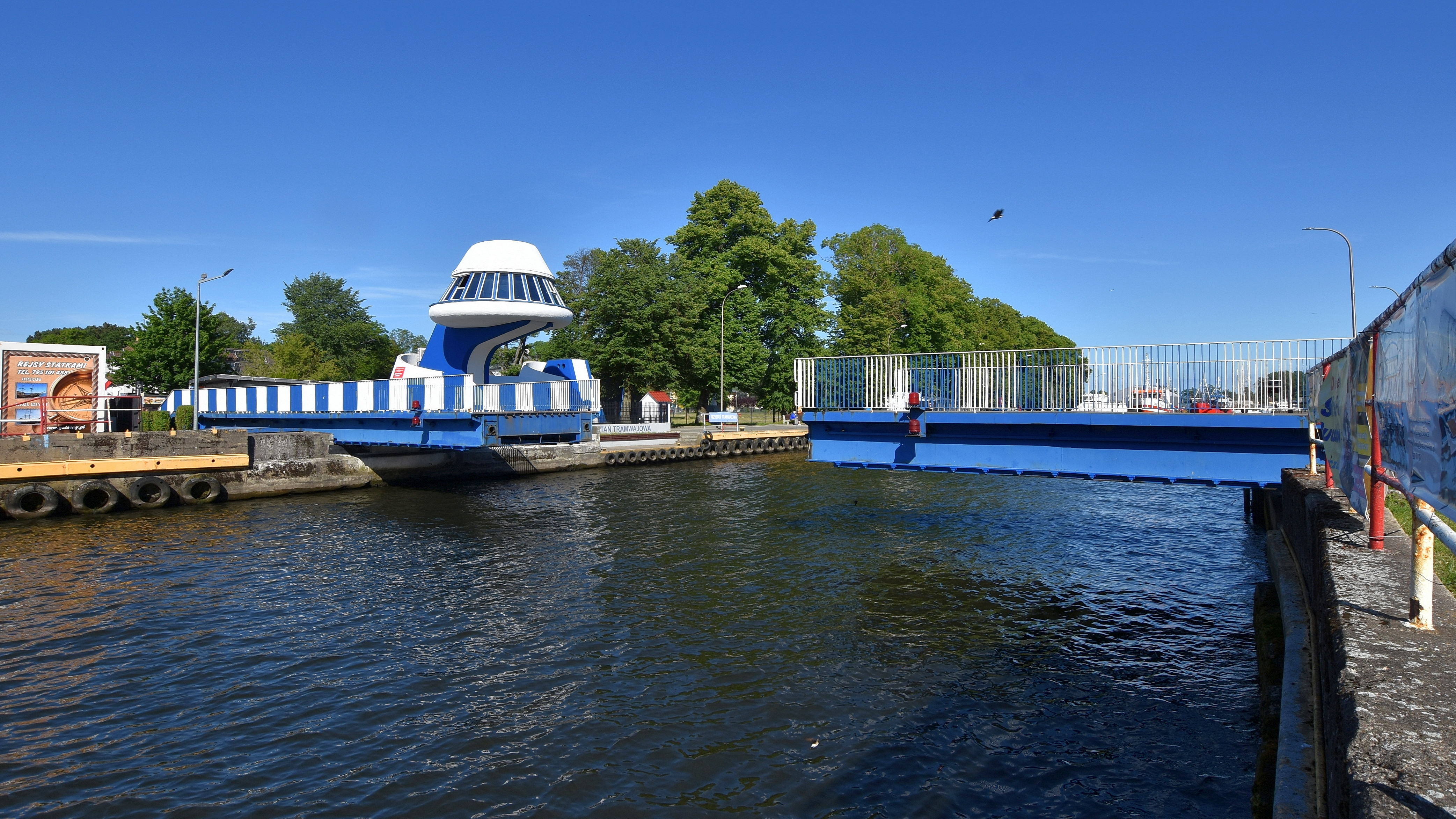
Darłówko – most rozsuwany im. kapitana Witolda Huberta

### Atrakcje turystyczne
- Układ starego miasta – średniowieczny układ urbanistyczny Starego Miasta.
- Rozsuwany most – im. Kapitana Witolda Huberta z wieżą kontrolną to jedyne takiego rodzaju urządzenie na polskim wybrzeżu[43]. Łączy on Darłówko Wschodnie z Zachodnim, ale dostępny tylko dla pieszych i rowerów.
- Międzynarodowy Zlot Historycznych Pojazdów Wojskowych – impreza cykliczna w sezonie letnim
- Elektrownia wiatrowa – elektrownia wiatrowa liczy obecnie 10 wiatraków (dużych) oraz 5 mniejszych. Obecnie są to jedne z największych wiatraków w Europie, o wysokości 118 m.
- Historyczne poniemieckie bunkry obronne służące do zabezpieczenia nabrzeża oraz portu w Darłowie. – Zachowała się większość podziemia oraz cztery działobitnie. Obiekt pochodzi z czasów II wojny światowej (powstał na przełomie lat 1932–1936).
- Pomnik Rybaka – Fontanna  – zaprojektowany został w roku 1919 przez znanego niemieckiego artystę Wilhelma Grossa. Fundatorami byli Heptenmacherowie. Reliefy znajdujące się na fontannie przedstawiają m.in.: początki miasta (kopanie fosy), rozładunek statku przez robotników, hanzeatycki żaglowiec oraz pastwiska miejskie z wypasanymi na nich gęsiami.
- Latarnia Morska – pochodzi z XIX w., wielokrotnie przebudowywana, obecnie wieża ma 22 m wysokości (w Darłówku) i jest to trzecia najniższa co do wysokości latarnia na polskim wybrzeżu (najniższa jest latarnia w Jastarni).
- Port – oryginalna zabudowa portu rybackiego z XIX i XX wieku. Awanport w Darłówku Zachodnim – miejsce, w którym podczas II wojny światowej istniała stocznia statków żelbetonowych.

### Szlaki turystyczne

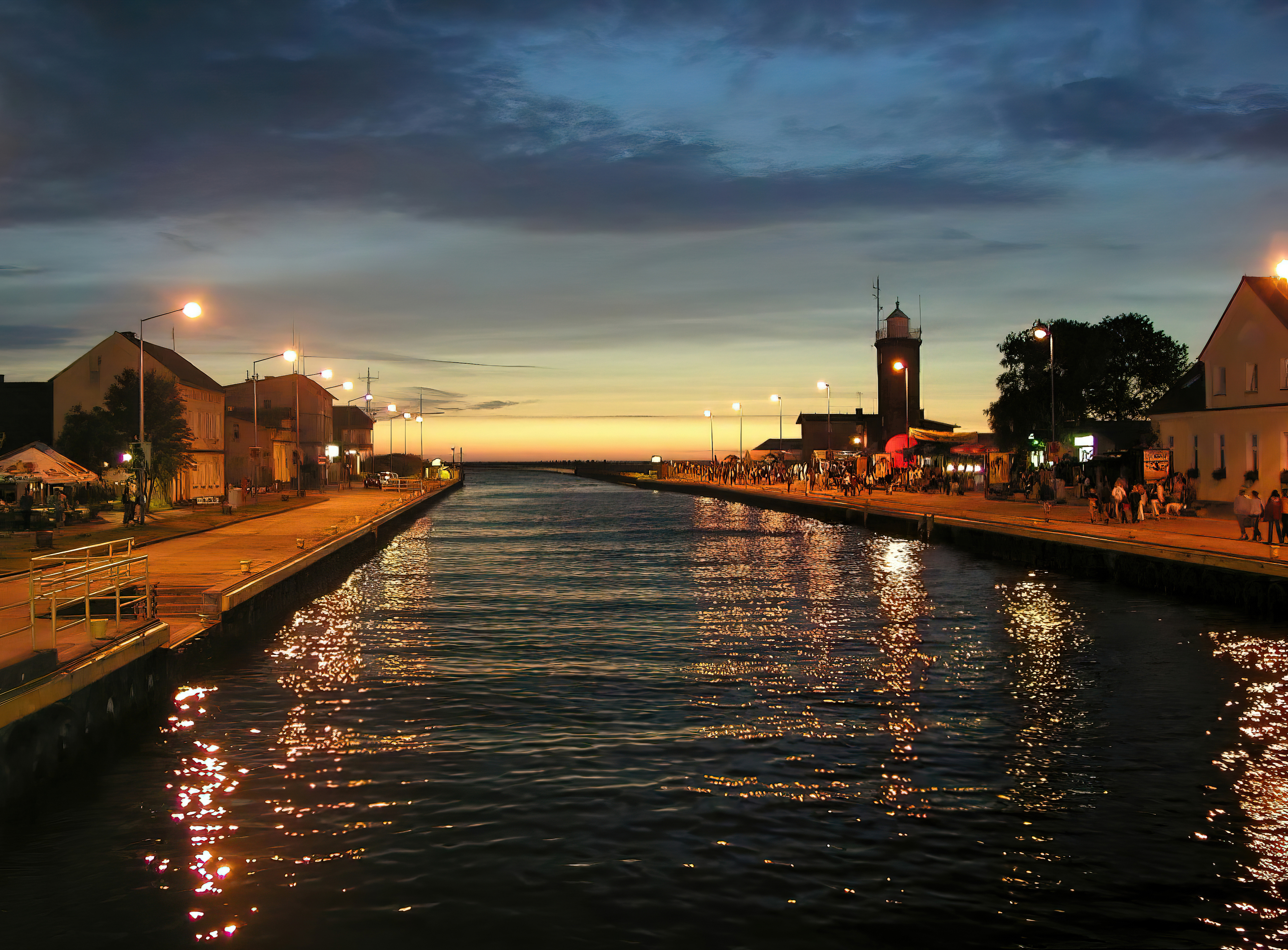
Darłówko nocą – ujście Wieprzy

- Szlak Rezerwatów – 75 km na trasie Polanów-Darłowo
- Szlak Nadmorski – 100 km na trasie Mielno-Jarosławiec
- szlak turystyki wodnej rzeka Wieprza – spływ Kępice – Darłowo
- Szlak Zabytków Średniowiecza – 104 km. Przebiega przez: Darłowo, Dąbki, Dobiesław, Jeżyce, Słowino, Boleszewo, Krupy, Stary Jarosław, Kowalewice, Barzowice, Cisowo, Dąbki. Na trasie: Zamek Książąt Pomorskich, średniowieczne kościoły, grodziska i zabytki budownictwa wiejskiego.

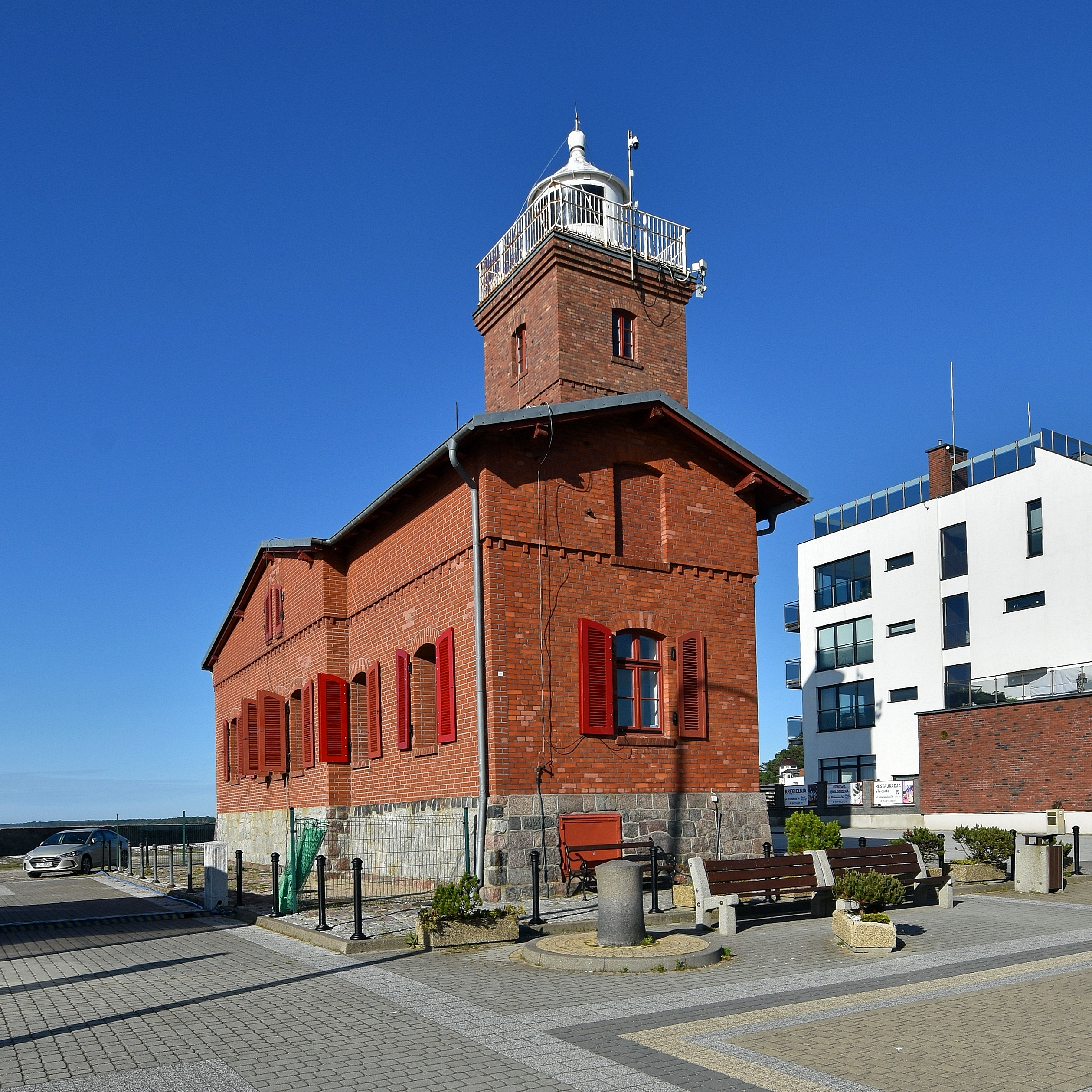
Latarnia Morska w Darłówku

### Szlaki rowerowe
- Mała Pętla (7 km) Darłówko Zachodnie ul. Zwycięstwa – Darłowo – ul. Morska – ul. Conrada – Darłówko Wschodnie. Pierwszy szlak, zwany Małą Pętlą ma jedynie 7 kilometrów więc jest doskonały na rozgrzewkę. Obejmuje trasę od Darłówka Zachodniego przez Darłowo do Darłówka Wschodniego. W Darłowie można nieco zboczyć z trasy, by zwiedzić starówkę. Pozostałe szlaki rowerowe nawiązują do szlaków pieszych – Wiatrakowego (39 km długości), Nadmorskiego (37 km) i Cystersów (23 km).
- Pętla Szlakiem Cystersów (23 km) Darłowo – Bobolin – Dąbki – Bukowo Morskie (Kościół pw. Najświętszego Serca Pana Jezusa z XIII/XIV wieku, styl gotycki) – Pęciszewko – Rusko – Darłowo.Na trasie: Zamek Książąt Pomorskich, średniowieczne kościoły, zabytki budownictwa wiejskiego. Pełny opis całego szlaku dostępny pod adresem: www.ugdarlowo.pl
- Duża Pętla Nadmorska (37 km) Darłówko Wsch. (ul. Słowiańska) – Wicie – Jarosławiec – Rusinowo – Barzowice – Drozdowo – Darłowo. Malownicza trasa wiedzie nową drogą tuż za wydmą, na wale przeciwpowodziowym zaczynającą się od tzw. Patelni w Darłówku Wschodnim. Następnie biegnie w lasku nadmorskim, dalej przez mierzeję między morzem a jeziorem Kopań. Przejeżdża się również przez przekop – połączenie jeziora z morzem. Z drogi doskonale widać morze, wiatraki oraz jezioro. Szlak na odcinku z Darłówka Wsch. do Jarosławca jest zamknięty dla ruchu samochodowego, więc można się w czasie przejażdżki rowerowej rozkoszować wspaniałymi widokami i czystym powietrzem, niezmąconą ciszą a biwak zorganizować na dzikiej plaży.
- Duża Pętla Wiatrakowa (39 km) Darłowo – Cisowo – Drozdowo – Sulimice – Kowalewice – Stary Jarosław – Krupy – Darłowo. Rozpoczyna się w Darłowie z Zamku Książąt Pomorskich, biegnie przez Cisowo, wzdłuż południowego brzegu jeziora Kopań. Na trasie liczne zabytki, widoki na panoramę nadmorską, pierwszy w Polsce park elektrowni wiatrowych powstały w 1999 roku. Znajdując się na szlaku, warto wstąpić do kościoła w stylu gotyckim w Cisowie (z 1321 roku). We wnętrzu można zobaczyć renesansowe ławy i chór, a także barokową ambonę i ołtarz główny oraz kropielnicę z XIV wieku.

## Sport i rekreacja

### Kluby sportowe
- Uczniowski Klub Sportowy „Orlik” Darłowo (sekcja piłki nożnej – dzieci kl. 0–6+ szkoły podstawowej)
- Yacht Club „Wiking”
- KS M&W „Stocznia Darłowo” (męska i kobieca sekcja piłki siatkowej)
- Klub Kolarski „Ziemia Darłowska”
- Gminne Zrzeszenie Ludowe Zespoły Sportowe Darłowo
- Szkolny Morski Klub Żeglarski „Albatros”
- Powiatowe Zrzeszenie Ludowe Zespoły Sportowe
- Darłowski Klub Oyama Karate
- Miejski Klub Sportowy „Darłovia Darłowo” (sekcja piłki nożnej)
- Pływacki Uczniowski Klub Sportowy „Neon”
- Uczniowski Klub Sportowy Ashihara Karate i Ju Jitsu

W Darłowie znajduje się także autoryzowane przedstawicielstwo Ashihara International Karate Organisation (AIKO), Ashihara International Federation (AIF) i Ashihara Karate International (AKI) w Polsce oraz siedziba Polskiej Organizacji Ashihara Karate (POAK) i Komisji Stylowej Ashihara Karate – Polskiej Federacji Sztuk Walki i Sportów Obronnych (KSAK – PFSzWiSO).

### Obiekty sportowe
- Stadion Miejski (boiska do tenisa i piłki nożnej)
- Park wodny Jan
- Hala sportowa i kort tenisowy – Ośrodek Róża Wiatrów
- Siłownia „Forma”
- Siłownia „Atlas”
- Hale Sportowe Zespołu Szkół Morskich przy ul. Chopina i Szpitalnej
- ośrodek jeździecki (jazda konna)
- „Orlik” ul. Chopina
- „Orlik” ul. Wyspiańskiego
- „Orlik” ul. Zwycięstwa
- Centrum Sportowe „Herkules”, ul. Wieniawskiego

## Administracja

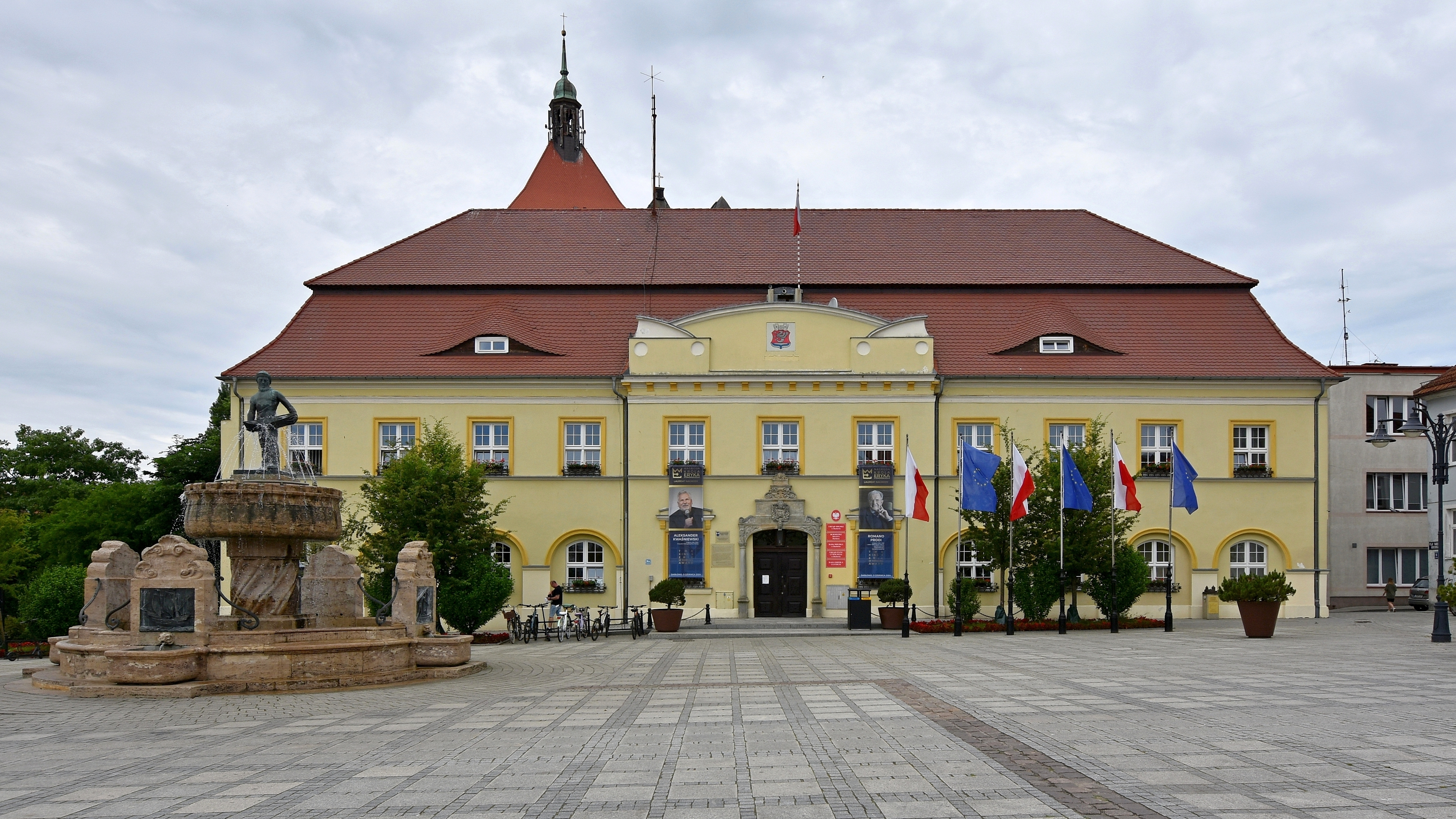
Ratusz – siedziba Urzędu Miejskiego w Darłowie

Darłowo ma status gminy miejskiej. Mieszkańcy wybierają do Rady Miejskiej w Darłowie 15 radnych. Są oni wybierani w 8 okręgach wyborczych. Organem wykonawczym władz jest burmistrz. Siedzibą władz miasta jest ratusz przy placu Tadeusza Kościuszki. W mieście znajduje się także siedziba wiejskiej gminy Darłowo.
Burmistrzowie Darłowa:
- Stanisław Dulewicz (1945–1947)
- Andrzej Lewandowski (1990–1994)
- Zbigniew Moroń (1994–1996)
- Jerzy Buziałkowski (1997–1998)
- Ewa Kucharska (1998–2002)[46]
- Arkadiusz Wojciech Klimowicz (od 2002)[1]

Darłowo utworzyło 5 jednostek pomocniczych miasta:
- „Osiedle Zachód”,
- „Osiedle Południe”,
- „Osiedle Bema”,
- „Osiedle Centrum”,
- „Osiedle Darłówko”.

Na ogólnych zebraniach mieszkańców poszczególnych osiedli jest wybierana rada osiedla oraz zarząd.
Samorząd Darłowa należy do Związku Miast i Gmin Morskich, Nowej Hanzy, Stowarzyszenia Gmin Polskich Euroregionu Pomerania.
Mieszkańcy miasta wybierają 4 z 17 radnych do Rady Powiatu w Sławnie. Mieszkańcy wybierają radnych do sejmiku województwa w okręgu IV. Posłów na Sejm wybierają z okręgu wyborczego nr 40, senatora z okręgu wyborczego nr 100, a posłów do Parlamentu Europejskiego z okręgu wyborczego nr 13.
Darłowo jest obszarem właściwości miejscowej Sądu Rejonowego w Koszalinie, Sądu Okręgowego w Koszalinie i Samorządowego Kolegium Odwoławczego w Koszalinie.
W 2016 r. wykonane wydatki budżetu samorządu Darłowa wynosiły 54,5 mln zł, a dochody budżetu 62,9 mln zł. Zobowiązania samorządu (dług publiczny) według stanu na koniec 2016 r. wynosiły 10,8 mln zł, co stanowiło 17,2% dochodów.

## Wspólnoty religijne
Kościół rzymskokatolicki
- Parafia Matki Bożej Częstochowskiej w Darłowie
- Parafia św. Gertrudy w Darłowie
- Parafia św. Maksymiliana Marii Kolbego w Darłowie-Darłówku|Parafia św. Maksymiliana Marii Kolbego w Darłówku
- Parafia wojskowa św. Melchiora Grodzieckiego w Darłowie

Świadkowie Jehowy
- zbór Darłowo z Salą Królestwa[55].

## Miasta partnerskie
- Hässleholm
- Nexø
- Gardelegen
- Zingst
- Brake[56]
- Starý Hrozenkov
- Saint-Doulchard

## Honorowi Obywatele Miasta Darłowo
Lista osób, którym Rada Miasta Darłowa nadała tytuł Honorowy Obywatel Miasta Darłowo:
- Józef Glemp (1995)
- Stanisław Gawłowski (2008)[58]
- Marek Krajewski (2008)[58]
- Lech Wałęsa (2011)[59][60]